# 130-та стрілецька дивізія (3-го формування)
130-я стрілецька дивізія (3-го формування) — військове з'єднання СРСР у Великій Вітчизняній війні, яке діяло в період із травня 1943 року по травень 1945 року.
Повна назва: 130-я стрілецька Таганрозька ордена Леніна Червонопрапорна ордена Суворова дивізія.

## Історія дивізії
Сформована 1 травня 1943 року на базі 156-ї стрілецької бригади і 159-ї стрілецької бригади 28-ї армії.
У серпні 1943 року дивізія брала участь у прориві Міус-фронту і у звільненні м. Таганрога, за що 30 серпня 1943 року 130-ій та 416-й стрілецьким дивізіям було присвоєно найменування «Таганрозьких».
Донбаська операція, Маріупольський десант, Мелітопольська операція
- 10 вересня 1943 року брала участь у визволенні м. Маріуполя (Жданова).
- 17 вересня 1943 року брала участь у визволенні м. Осипенко (Бердянська).
- У вересні — жовтні 1943 року брала участь у визволенні м. Мелітополя[7].

Одеська наступальна операція
У кінці березня 1944 року у складі 5-ї ударної армії дивізія брала участь у визволенні Миколаєва. Після визволення Миколаєва, вже у складі 28-ї армії, була виведена в резерв Ставки Верховного Головнокомандування
.
Операція «Багратіон»
- м. Барановичі. Звільнено 8 липня 1944 року під час наступу на Барановицько-Слонімському напрямку.
- м. Берестя. Звільнений 28 липня 1944 року[14][15][16].

Інстербурзько-Кенігсберзька операція, Східно-Прусська операція
20 січня 1945 року. Взято м. Гумбіннен.
Битва за Берлін, Гальбський котел
У квітні-травні 1945 року брала участь у розгромі 200-тисячного угруповання німецьких військ на північний захід від Берліна, яка стала «однією з найбільших битв на оточення на радянсько-німецькому фронті».
Закінчила війну, беручи участь у Празькій операції.
У 1945, після маршу у м. Берестя, була розформована. Особовий склад дивізії перевели в 50-ту гвардійську стрілецьку дивізію.

## Підпорядкування
(за)
| Дата             | Фронт (округ)          | Армія                   | Корпус (група)           | Примітки |
| ---------------- | ---------------------- | ----------------------- | ------------------------ | -------- |
| 1 травня 1943    | 28-ма армія            |                         |                          |          |
| 1 червня 1943    | 44-та армія            | 37-й стрілецький корпус |                          |          |
| 1 серпня 1943    | 44-та армія            |                         |                          |          |
| 1 вересня 1943   | 44-та армія            | Таганрог                |                          |          |
| 1 жовтня 1943    | 28-ма армія            |                         |                          |          |
| 1 грудня 1943    | 3-й Український фронт  | 5-та ударна армія       | 63-й стрілецький корпус  |          |
| 1 січня 1944     | 3-тя гвардійська армія |                         |                          |          |
| 1 лютого 1944    | 5-та ударна армія      |                         |                          |          |
| 1 березня 1944   | 3-й Український фронт  | 5-та ударна армія       | 9-й стрілецький корпус   |          |
| 1 квітня 1944    | резерв Ставки ВГК      | 28-ма армія             |                          |          |
| 1 травня 1944    | резерв Ставки ВГК      | 28-ма армія             | 128-й стрілецький корпус |          |
| 1 червня 1944    | 1-й Білоруський фронт  | 28-ма армія             | 128-й стрілецький корпус |          |
| 1 липня 1944     | 1-й Білоруський фронт  | 28-ма армія             | 128-й стрілецький корпус |          |
| 1 серпня 1944    |                        | 28-ма армія             | 128-й стрілецький корпус |          |
| 1 вересня 1944   | резерв Ставки ВГК      | 28-ма армія             | 128-й стрілецький корпус |          |
| 1 жовтня 1944    | 3-й Білоруський фронт  | 28-ма армія             | 128-й стрілецький корпус |          |
| 1 листопада 1944 | 3-й Білоруський фронт  | 28-ма армія             | 128-й стрілецький корпус |          |
| 1 грудня 1944    | 3-й Білоруський фронт  | 28-ма армія             | 128-й стрілецький корпус |          |
| 1 січня 1945     | 3-й Білоруський фронт  | 28-ма армія             | 128-й стрілецький корпус |          |
| 1 лютого 1945    | 3-й Білоруський фронт  | 28-ма армія             | 128-й стрілецький корпус |          |
| 1 березня 1945   | 3-й Білоруський фронт  | 28-ма армія             | 128-й стрілецький корпус |          |
| 1 квітня 1945    | резерв Ставки ВГК      | 28-ма армія             | 128-й стрілецький корпус |          |
| 20 квітня 1945   | 1-й Український фронт  | 28-ма армія             | 128-й стрілецький корпус |          |

## Склад
(за)
- 371-й стрілецький полк
- 528-й стрілецький полк
- 664-й стрілецький полк,
- 363-й артилерійський полк,
- 215-й окремий винищувально-протитанковий дивізіон,
- 151-ша окрема розвідувальна рота,
- 192-й окремий саперний батальйон,
- 425-й окремий батальйон зв'язку (до 25.11. 44 р. — 342-га окрема рота зв'язку),
- 122-й медико-санітарний батальйон,
- 103-тя окрема рота хімічного захисту,
- 255-та автотранспортна рота,
- 153-тя польова хлібопекарня,
- 994-й (988) дивізійний ветеринарний лазарет,
- 2281-ша польова поштова станція,
- 1252-га польова каса Держбанку.

## Командири
(за)
- Рухленко Федір Максимович (з 03 по 6 травня 1943 року), полковник;
- Сичов Костянтин Васильович (з 7 травня 1943 року — до важкого поранення 30 січня 1945 року), полковник, з 1945 року — генерал-майор;
- Попов Костянтин Степанович (з 1 лютого по 11 травня 1945 року), полковник.

## Воїни дивізії
| Нагорода | П. І. Б.                        | Посада                                                                           | Звання           | Дата нагородження                                       | Примітка                                       |
| -------- | ------------------------------- | -------------------------------------------------------------------------------- | ---------------- | ------------------------------------------------------- | ---------------------------------------------- |
|          | Бордунов Віктор Микитович       | помічник командира стрілецького взводу, 664-й стрілецький полк                   | сержант          | 24 березня 1945                                         | [Архівовано 11 жовтня 2018 у Wayback Machine.] |
|          | Васильєв Микола Федорович       | навідник гармати артилерійської батареї, 528-й стрілецький полк                  | Молодший сержант | 25 вересня 1944                                         | [Архівовано 29 травня 2012 у WebCite]          |
|          | Ващенко Микола Анфімович        | командир саперного взводу 664-ого стрілецького полку                             | сержант          | перенагороджений орденом Слави I ступеня 27 лютого 1958 |                                                |
|          | Гусев Сергій Іванович           | Заступник командира 2-го стрілецького батальйону 664-го стрілецького полку       | капітан          | 19 квітня 1945                                          |                                                |
|          | Дубінін Сергій Микитович        | командир взводу 151-ї окремої розвідувальної роти                                | старшина         | 27 червня 1945                                          |                                                |
|          | Єрофеєв Григорій Петрович       | командир стрілецького батальйону 664-го 664-го стрілецького полку                | капітан          | 23 серпня 1944                                          |                                                |
|          | Мельников Олексій Лаврентійович | навідник гармати 363-го артилерійського полку                                    | рядовий          | перенагороджений орденом Слави I ступені 1 жовтня 1968  |                                                |
|          | Чілачава Шалва Ілліч            | командир стрілецької роти 3-го стрілецького батальйону 371-го стрілецького полку | капітан          | 23 серпня 1944                                          |                                                |

## Нагороди та найменування
| Нагорода (найменування)   | Дата            | За що отримана                                               |
| ------------------------- | --------------- | ------------------------------------------------------------ |
| Таганрозька               | 30 серпня 1943  | За звільнення Ростовської області і міста Таганрога          |
| Орден Червоного Прапора   | 10 вересня 1943 | За звільнення міст Маріуполь, Волноваха, Чаплине, Барвінкове |
| Орден Суворова II ступеня | 28 березня 1944 | За звільнення міста Миколаїв                                 |
| Орден Леніна              | ?               | ?                                                            |